# China Open 2015
China Open 2015 byl společný tenisový turnaj mužského okruhu ATP World Tour a ženského okruhu WTA Tour, hraný v Národním tenisovém centru na otevřených dvorcích s tvrdým povrchem DecoTurf. Konal se mezi 5. až 11. říjnem 2015 v čínské metropoli Pekingu jako 17. ročník mužského a 19. ročník ženského turnaje.
Mužská polovina se řadila do třetí nejvyšší kategorie okruhu ATP World Tour 500 a její dotace činila 3 944 715 dolarů. Ženská část měla rozpočet 4 749 040 dolarů, a po Grand Slamu, byla součástí druhé nejvyšší úrovně okruhu WTA Premier Mandatory.
Nejvýše nasazenými hráči v singlových soutěžích se stali trojnásobný obhájce a světová jednička Novak Djoković a druhá žena klasifikace Simona Halepová, Posledním přímým účastníkem v mužské dvouhře byl 53. ruský hráč žebříčku Teimuraz Gabašvili a v ženské části pak belgická tenistka Alison Van Uytvancková.
Novak Djoković vstupoval do pekingského bez jediné porážky na této události, když všech pět předešlých účastí proměnil v titul. Americká světová jednička Serena Williamsová se odhlásila, když 1. října 2015 předčasně ukončila sezónu pro nedoléčená zranění.
Mužskou dvouhru ovládl pošesté Novak Djoković, který tak na China Open prodloužil svou neporazitelnost, když nenašel přemožitele ani ve 29. pekingském zápase v řadě. Od svého prvního startu a triumfu v roce 2009 neodešel z dvorců olympijského centra nikdy poražen. V ženské singlové soutěži zvítězila Španělka Garbiñe Muguruzaová, která tak slavila premiérovou trofej z Pekingu. Ta jí zajistila posun na 4. místo žebříčku WTA ve vydání ze 12. října 2015. Soutěž mužské čtyřhry ovládla kanadsko-americká dvojice Vasek Pospisil a Jack Sock. V ženském deblu vyhrály čtvrtý turnaj v řadě Švýcarka Martina Hingisová a Indka Sania Mirzaová.

## Distribuce bodů a finančních odměn

### Distribuce bodů
| Soutěž       | vítězové | finalisté | semifinalisté | čtvrtfinalisté | 16 v kole | 32 v kole | 64 v kole | Q  | Q2 | Q1 |
| ------------ | -------- | --------- | ------------- | -------------- | --------- | --------- | --------- | -- | -- | -- |
| dvouhra mužů | 500      | 300       | 180           | 90             | 45        | 0         |           | 20 | 10 | 0  |
| čtyřhra mužů | 500      | 300       | 180           | 90             | 0         |           |           |    |    |    |
| dvouhra žen  | 1000     | 650       | 390           | 215            | 120       | 65        | 10        | 30 | 20 | 2  |
| čtyřhra žen  | 1000     | 650       | 390           | 215            | 120       | 10        |           |    |    |    |

### Finanční odměny
| Soutěž       | vítězové | finalisté | semifinalisté | čtvrtfinalisté | 16 v kole | 32 v kole | 64 v kole | Q2     | Q1     |
| ------------ | -------- | --------- | ------------- | -------------- | --------- | --------- | --------- | ------ | ------ |
| dvouhra mužů | $654 725 | $295 180  | $139 820      | $67 470        | $34 400   | $18 920   | —         | $2 130 | $1 175 |
| čtyřhra mužů | $164 580 | $74 250   | $35 000       | $16 920        | $8 690    | —         | —         | —      | —      |
| dvouhra žen  | $973 505 | $487 161  | $237 689      | $114 182       | $54 963   | $26 603   | $15 250   | $4 071 | $2 376 |
| čtyřhra žen  | $329 354 | $165 268  | $73 577       | $33 959        | $15 850   | $7 360    | —         | —      | —      |

## Dvouhra mužů

### Nasazení
| Stát                         | Hráč               | ATP | Nasazení |
| ---------------------------- | ------------------ | --- | -------- |
| Srbsko                       | Novak Djoković     | 1.  | 1.       |
| Česko                        | Tomáš Berdych      | 5.  | 2.       |
| Španělsko                    | Rafael Nadal       | 7.  | 3.       |
| Španělsko                    | David Ferrer       | 8.  | 4.       |
| Kanada                       | Milos Raonic       | 9.  | 5.       |
| USA                          | John Isner         | 13. | 6.       |
| Belgie                       | David Goffin       | 15. | 7.       |
| Francie                      | Jo-Wilfried Tsonga | 16. | 8.       |
| Žebříček ATP k 28. září 2015 |                    |     |          |

### Jiné formy účasti
Následující hráčí obdrželi divokou kartu do hlavní soutěže:
- Lu Jan-sun
- Wu Ti
- Čang Ce

Následující hráči postoupili z kvalifikace:
- Aljaž Bedene
- Simone Bolelli
- Denis Istomin
- John Millman

### Odhlášení
před zahájením turnaje
- Philipp Kohlschreiber → nahradil jej Andreas Haider-Maurer
- Florian Mayer → nahradil jej Vasek Pospisil
- Leonardo Mayer → nahradil jej Víctor Estrella Burgos

## Mužská čtyřhra

### Nasazení
| Stát                                                                    | Hráč              | Stát     | Hráč                   | ATP | Nasazení |
| ----------------------------------------------------------------------- | ----------------- | -------- | ---------------------- | --- | -------- |
| Nizozemsko                                                              | Jean-Julien Rojer | Rumunsko | Horia Tecău            | 9.  | 1.       |
| Polsko                                                                  | Marcin Matkowski  | Srbsko   | Nenad Zimonjić         | 24. | 2.       |
| Itálie                                                                  | Simone Bolelli    | Itálie   | Fabio Fognini          | 30. | 3.       |
| Kanada                                                                  | Daniel Nestor     | Francie  | Édouard Roger-Vasselin | 35. | 4.       |
| Žebříček ATP k 28. září 2015; číslo je součtem umístění obou členů páru |                   |          |                        |     |          |

### Jiné formy účasti
Následující páry obdržely divokou kartu do hlavní soutěže:
- Djordje Djoković /  Novak Djoković
- Kung Mao-sin /  Michael Venus

Následující pár postoupil z kvalifikace:
- Julian Knowle /  Oliver Marach

## Ženská dvouhra

### Nasazení
| Stát                         | Hráčka                    | WTA | Nasazení |
| ---------------------------- | ------------------------- | --- | -------- |
| Rumunsko                     | Simona Halepová           | 2.  | 1.       |
| Česko                        | Petra Kvitová             | 4.  | 2.       |
| Itálie                       | Flavia Pennettaová        | 6.  | 3.       |
| Polsko                       | Agnieszka Radwańská       | 7.  | 4.       |
| Španělsko                    | Garbiñe Muguruzaová       | 8.  | 5.       |
| Srbsko                       | Ana Ivanovićová           | 9.  | 6.       |
| Španělsko                    | Carla Suárezová Navarrová | 10. | 7.       |
| Dánsko                       | Caroline Wozniacká        | 11. | 8.       |
| Česko                        | Karolína Plíšková         | 12. | 9.       |
| Německo                      | Angelique Kerberová       | 13. | 10.      |
| Švýcarsko                    | Belinda Bencicová         | 14. | 11.      |
| Švýcarsko                    | Timea Bacsinszká          | 15. | 12.      |
| Německo                      | Andrea Petkovicová        | 16. | 13.      |
| USA                          | Madison Keysová           | 17. | 14.      |
| Itálie                       | Roberta Vinciová          | 18. | 15.      |
| Ukrajina                     | Elina Svitolinová         | 20. | 16.      |
| Žebříček WTA k 28. září 2015 |                           |     |          |

### Jiné formy účasti
Následující hráčky obdržely divokou kartu do hlavní soutěže:
- Casey Dellacquová
- Chan Sin-jün
- Wang Čchiang
- Čang Šuaj
- Čeng Saj-saj

Následující hráčky postoupily z kvalifikace:
- Lara Arruabarrenová
- Kateryna Bondarenková
- Mariana Duqueová Mariñová
- Irina Falconiová
- Bojana Jovanovská
- Bethanie Matteková-Sandsová
- Mónica Puigová
- Julia Putincevová

### Odhlášení
před zahájením turnaje
- Viktoria Azarenková (poranění stehna)[10] → nahradila ji Alison Van Uytvancková
- Karin Knappová → nahradila ji Mirjana Lučićová Baroniová
- Sabine Lisická (poranění kolena)[11] → nahradila ji Carina Witthöftová
- Jekatěrina Makarovová (poranění dolní končetiny)[12] → nahradila ji Mona Barthelová
- Pcheng Šuaj (poranění zad)[13] → nahradila ji Roberta Vinciová
- Lucie Šafářová (poranění břišního svalstva a bakteriální infekce)[14] → nahradila ji Alexandra Dulgheruová
- Maria Šarapovová (poranění levého předloktí)[15] → nahradila ji Julia Görgesová
- Serena Williamsová (poranění a vyčerpání)[16] → nahradila ji Teliana Pereirová

v průběhu turnaje
- Belinda Bencicová (poranění pravé ruky)

### Skrečování
- Madison Keysová (stehenní zranění)
- Eugenie Bouchardová (závratě pro otřes mozku)
- Zarina Dijasová (poranění levého lýtka)
- Simona Halepová (poranění levého hlezna)
- Lesja Curenková (poranění pravého lokte)
- Coco Vandewegheová (poranění levého hlezna)

## Ženská čtyřhra

### Nasazení
| Stát                                                                    | Hráčka                      | Stát             | Hráčka                 | WTA | Nasazení |
| ----------------------------------------------------------------------- | --------------------------- | ---------------- | ---------------------- | --- | -------- |
| Švýcarsko                                                               | Martina Hingisová           | Indie            | Sania Mirzaová         | 3.  | 1.       |
| USA                                                                     | Bethanie Matteková-Sandsová | Rusko            | Jelena Vesninová       | 9.  | 2.       |
| Austrálie                                                               | Casey Dellacquová           | Kazachstán       | Jaroslava Švedovová    | 12. | 3.       |
| Maďarsko                                                                | Tímea Babosová              | Francie          | Kristina Mladenovicová | 19. | 4.       |
| Francie                                                                 | Caroline Garciaová          | Slovinsko        | Katarina Srebotniková  | 25. | 5.       |
| Čínská Tchaj-pej                                                        | Čan Chao-čching             | Čínská Tchaj-pej | Čan Jung-žan           | 28. | 6.       |
| USA                                                                     | Raquel Kopsová-Jonesová     | USA              | Abigail Spearsová      | 31. | 7.       |
| Česko                                                                   | Andrea Hlaváčková           | Česko            | Lucie Hradecká         | 37. | 8.       |
| Žebříček WTA k 28. září 2015; číslo je součtem umístění obou členů páru |                             |                  |                        |     |          |

### Jiné formy účasti
Následující páry obdržely divokou kartu do hlavní soutěže:
- Alizé Cornetová /  Magda Linetteová
- Chan Sin-jün /  Jang Čao-süan
- Světlana Kuzněcovová /  Samantha Stosurová
- Liang Čchen /  Wang Ja-fan

Následující pár nastoupil do soutěže z pozice náhradníka:
- Kateryna Bondarenková /  Olga Savčuková

### Odhlášení
před zahájením turnaje
- Garbiñe Muguruzaová (poranění levého hlezna a gastrointestinální onemocnení)

v průběhu turnaje
- Alla Kudrjavcevová (poranění levé kyčle)
- Mona Barthelová (poranění pravého zápastí)

## Přehled finále

### Mužská dvouhra
- Novak Djoković vs.  Rafael Nadal, 6–2, 6–2

### Ženská dvouhra
- Garbiñe Muguruzaová vs.  Timea Bacsinszká, 7–5, 6–4

### Mužská čtyřhra
- Vasek Pospisil /  Jack Sock vs.  Daniel Nestor /  Édouard Roger-Vasselin, 3–6, 6–3, [10–6]

### Ženská čtyřhra
- Martina Hingisová /  Sania Mirzaová vs.  Čan Chao-čching /  Čan Jung-žan, 6–7(9–11), 6–1, [10–8]